# Jean Tiger
Jean Tiger est un peintre français né à Falaise vers 1623, et mort à Paris le 30 décembre 1698

## Biographie
Jean Tiger est un peintre de portraits. Il est gentilhomme de la chambre de son altesse royale le duc d'Orléans.
Il est reçu à l'Académie royale de peinture et de sculpture le 5 octobre 1675 avec les portraits de Nicolas Loir et d'Henri Testelin.